# منحنی رن

منحنی رن

منحنی رَن (انگلیسی: Rahn curve) یک تئوری اقتصادی مطرح شده توسط اقتصاددان آمریکایی ریچارد ران است که سطح مالیه عمومی را برای بیشینه سازی رشد اقتصادی پیش‌بینی می‌کند. این تئوری توسط لیبرال‌های کلاسیک برای بحث در رابطه با کاهش عمومی خرج و مالیات دولت استفاده شده است. منحنی U شکلی آن پیشنهاد می‌دهد که میزان بهینه مخارج ۱۵ تا ۲۵ درصد تولید ناخالص داخلی باشد.